# Optoelectrónica
La optoelectrónica es el nexo entre los sistemas ópticos y los sistemas electrónicos. Los componentes optoelectrónicos son aquellos cuyo funcionamiento está relacionado directamente con la luz.
La optoelectrónica es la tecnología que combina la óptica y la electrónica.  Este campo incluye a muchos dispositivos basados en la acción de una unión pn.

## Usos
Los sistemas optoelectrónicos son cada vez más frecuentes, hoy en día parece imposible mirar cualquier aparato eléctrico y no ver un panel lleno de luces o de dígitos más o menos espectaculares. Por ejemplo, la mayoría de los walkman disponen de un piloto rojo (LED) que nos avisa de que las pilas se han agotado y que deben cambiarse. Los tubos de rayos catódicos con los que funcionan los osciloscopios analógicos y los televisores, las pantallas de cristal líquido, los modernos sistemas de comunicaciones mediante fibra óptica.
Los dispositivos optoelectrónicos se denominan opto aisladores o dispositivos de acoplamiento óptico.
La optoelectrónica simplemente se dedica a todo objeto o cosa que esté relacionado con la luz, como por ejemplo los teléfonos móviles, aparatos electrónicos, etc.